# 季節の中に埋もれて
「季節の中に埋もれて」（きせつのなかにうもれて）は、大塚博堂の曲である。1976年8月25日発売の1枚目のアルバム『ダスティン・ホフマンになれなかったよ』に収録され、1977年8月25日にシングルカットされた。B面は、2枚目のアルバム『過ぎ去りし想い出は』に収録された「旅でもしようか」。

## エピソード
- 作詞家藤公之介が、メロディが出来上がったと博堂から電話があり、「電話の歌だから、電話口で聴かせてよ」と言い、電話口で完成した歌を聴いたというエピソードがある。
- B面の「旅でもしようか」は、後にNHKのキャンペーンソングになる。この曲の2番の入り口は、元々「金色のさざなみ」だったが、博堂が藤に「金じゃ歌いづらいから、銀にしてくれ」と言って、それが採用された。
- 『大沢悠里のゆうゆうワイド』の木曜日のコーナー「旅でもしようか」の名前の由来である。ちなみに大沢悠里は博堂のファンであり、特にこの曲が好きである。
- 博堂の故郷、別府駅で、列車がホームに入るときに流れる音楽の一つが「旅でもしようか」である。

## 収録曲
（全作詞：藤公之介／作曲：大塚博堂）
1. 季節の中に埋もれて
編曲：森岡賢一郎
2. 旅でもしようか
編曲：あかのたちお

## 競作・カバー
- B面「旅でもしようか」は、小野寺昭との競作で、TBSラジオ「旅でもしようか」テーマソング。
- シャンソン歌手・大木康子が「季節の中に埋もれて」「旅でもしようか」をカバー。
- すがはらやすのりが「旅でもしようか」をカバー。